# Tristan Schulze
Tristan Schulze (* 22. März 1964 in Annaberg-Buchholz) ist ein deutscher Musiker und Komponist.

## Leben
Ab dem Alter von fünf Jahren lernte Tristan Schulze Klavier spielen, mit zwölf Jahren Cello und mit 15 Jahren Orgel. Er studierte Violoncello an der Dresdner Musikhochschule und spielte in verschiedenen Dresdner Orchestern wie den Landesbühnen Sachsen und der Dresdner Philharmonie. 1992 übersiedelte er nach Wien und studierte an der Wiener Musikhochschule Komposition und Dirigieren. Studienreisen führten ihn nach Indien, wo er klassische indische Musik studierte, wie auch nach Mexiko, Senegal und Argentinien.
Für den ORF nahm Tristan Schulze mehrere CDs mit der österreichischen Autorin Christine Nöstlinger auf und schrieb die Filmmusik zu der preisgekrönten Universum-Produktion Bienen – ein Leben für die Königin.
Schulze gründete 1995 das Streichtrio Triology, bestehend aus zwei Violinen, Aleksey Igudesman und Daisy Jopling und ihm selbst am Cello. Konzertreisen führten sie im Laufe von 14 Jahren in viele europäische Staaten, nach Japan, Mexiko, Australien und in die USA. Tristan Schulze schrieb in diesem Zeitraum etwa 100 Kompositionen für zwei Geigen und Cello, unter anderem ein Konzert für Triology und Symphonieorchester. Triology nahm vier CDs auf, eine davon gemeinsam mit dem Jazzgitarristen Wolfgang Muthspiel. Sie spielten Konzerte mit Bobby McFerrin und Julian Rachlin, Hans Zimmer holte Triology für die Filmmusiken zu Der Weg nach El Dorado und Spanglish als Mitwirkende nach Hollywood.
In Zusammenarbeit mit der Pianistin Yu Horiuchi entstand die CD East mit einigen seiner Kompositionen für Klavier und Cello.
In den letzten Jahren schrieb er zahlreiche Musikstücke für Kinder, Der Bär … (2001) für Orchester und Sprecher(in), das unter anderem von der Tonhalle Zürich und dem Münchener Kammerorchester aufgeführt wurde. Für Mitglieder der Wiener Philharmoniker vertonte er Brudermord auf Rappottenstein (2002) und Kalif Storch (2003), 2005 entstand die Kinderoper Dornröschen.
2010 schrieb er Peters Wolf im Zoo, eine Fortsetzung von Prokofjews Peter und der Wolf und vertonte den Gestiefelten Kater, der im November 2010 im Wiener Musikverein uraufgeführt wurde.
Im Oktober 2008 wurde sein Orchesterwerk 18 Präludien und Septupelfuge für Blechbläserseptett und Orchester im Goldenen Saal des Musikvereins in Wien uraufgeführt.
Einige seiner Kompositionen sind im Musikverlag Doblinger erschienen.

## Werke (Auswahl)
- Leinenhändlersaga, Oper, Libretto: Johannes Huber, UA 2017 in Putzleinsdorf
- Der Prätorianer, Singspiel, Libretto: Johannes B. Czernin, UA 2022 in Sankt Koloman